# Большое Касаргульское
Большое Касаргульское — село в Катайском районе Курганской области. Административный центр Большекасаргульского сельсовета.

## История
До 1917 года в составе Петропавловской волости Шадринского уезда Пермской губернии. По данным на 1926 год состояло из 234 хозяйств. В административном отношении являлось центром Касаргульского сельсовета Катайского района Шадринского округа Уральской области.

## Население
| 1989 | 2002 | 2010 |
| ---- | ---- | ---- |
| 401  | ↘299 | ↘186 |

По данным переписи 1926 года в селе проживало 1197 человек (561 мужчина и 636 женщин), в том числе: русские составляли 100 % населения.

## Уроженцы
- Николай Фёдорович Сухарев — советский военачальник, гвардии генерал-майор.